# Permanent (album de Joy Division)
Pour les articles homonymes, voir Permanent.
 (septembre 2017).
Si vous disposez d'ouvrages ou d'articles de référence ou si vous connaissez des sites web de qualité traitant du thème abordé ici, merci de compléter l'article en donnant les références utiles à sa vérifiabilité et en les liant à la section « Notes et références ».
Albums de Joy Division
Warsaw
(1994) Heart and Soul
(1997)
Permanent est une compilation de Joy Division, de style post-punk, sortie au Royaume-Uni le 8 mai 1995 par le label London Records et aux États-Unis le 15 août 1995 par Qwest Records et Warner Bros. Records. L'album était dans le classement des albums les plus vendus pendant trois semaines et a atteint la 16e place de l'UK Albums Chart.

## Chansons
Permanent contient des enregistrements des deux albums studios du groupe, Unknown Pleasures et Closer, de même que d'autres pistes préalablement sorties sur les compilations Still et Substance.
L'album contient un morceau inédit et un autre qui n'était pas disponible en LP. La nouvelle piste est un nouveau mix de Love Will Tear Us Apart intitulé Permanent mix. Cette version de la chanson donne plus d'importance à la guitare, modifie la balance des synthétiseurs et de la basse pour donner plus de reliefs. La chanson qui était indisponible auparavant est le mix Pennine version de Love Will Tear Us Apart. Elle a été originellement sortie en tant que face B du single et remplace, sur cet album, la version originale. La mention Pennine version n'était pas inscrite lors de la sortie de l'album (cela ne le sera pas avant la sortie de la version etendue de l'album Substance en 2015) et n'est pas listé en tant que version alternative. Les notes d'accompagnement (une première deans un album de Joy Division sont écrites par Jon Savage.

## Réception critique
Josef Woodard de Entertainment Weekly juge que Permanent est « compilation encore indispensable » qui montre de Joy Division la « puissance cool, au-delà du punk sous les murmures de Curtis ». Robert Christgau de The Village Voice a écrit que, malgré le fait que d'autres préfèrent le désespoir de Ian Curtis, il préférait la façon dont le groupe est représenté sur la compilation, la trouvant complémentaire à The Best of New Order (en) de 1995. Stephen Thomas Erlewine est moins enthousiaste sur sa critique sur AllMusic, pensant que l'album est moins utile que la compilation Substance et que les albums studios desquels sont extraits les pistes, même s'il y a une « oppulence de musique remarquable ».

## Liste des pistes
Toutes les pistes sont composées par Joy Division.
| No  | Titre                                                                              | Album original                                         | Durée |
| --- | ---------------------------------------------------------------------------------- | ------------------------------------------------------ | ----- |
| 1.  | Love Will Tear Us Apart (Pennine version (Non indiquée comme version alternative)) | Single FAC 23 Love Will Tear Us Apart (1980)           | 3:11  |
| 2.  | Transmission                                                                       | Face B du single FAC 13 Transmission (1979)            | 3:34  |
| 3.  | She's Lost Control                                                                 | Single She's Lost Control (1979)                       | 3:58  |
| 4.  | Shadowplay                                                                         | Unknown Pleasures (1979)                               | 3:53  |
| 5.  | Day of the Lords                                                                   | Unknown Pleasures                                      | 4:45  |
| 6.  | Isolation                                                                          | Closer (1980)                                          | 2:53  |
| 7.  | Passover                                                                           | Closer (1980)                                          | 4:44  |
| 8.  | Heart and Soul                                                                     | Closer (1980)                                          | 5:48  |
| 9.  | Twenty Four Hours                                                                  | Closer (1980)                                          | 4:26  |
| 10. | These Days                                                                         | Face B du single FAC 23 Love Will Tear Us Apart (1980) | 3:24  |
| 11. | Novelty                                                                            | Face B du single FAC 13 Transmission (1979)            | 4:00  |
| 12. | Dead Souls                                                                         | Face B sur Licht und Blindheit (1980)                  | 4:53  |
| 13. | The Only Mistake                                                                   | Face B du single FAC 213-7 Atmosphere (1988)           | 4:13  |
| 14. | Something Must Break                                                               | Still (1980)                                           | 2:52  |
| 15. | Atmosphere                                                                         | Face A de Licht und Blindheit                          | 4:10  |
| 16. | Love Will Tear Us Apart (Permanent Mix)                                            |                                                        | 3:37  |

## Personnel
Les crédits proviennent de Muze.
- Don Gehman – Producteur
- Martin Hannett – Producteur
- Joy Division – Compositeur, producteur
  - Ian Curtis – Chants
  - Peter Hook – Basse
  - Stephen Morris – Batterie
  - Bernard Sumner – Guitare
- John Savage – Notes d'accompagnement